# HD 2883
HD2883 є хімічно пекулярною зорею спектрального класу F4 й має видиму зоряну величину в смузі V приблизно  9.4.
.